# Svjetlucavke
Svjetlucavke (Žaboglavke, lat. Myctophidae, od grčkog μυκτήρ myktḗr, "nos" i ophis, "zmija") su jedna od dvije porodice iz reda Myctophiformes. Porodicaima 246 vrsta u 33 roda, a žive u oceanima širom svijeta. Nazvani po specifičnoj bioluminescenciji.
Ova porodica spada u najrasprostranjenije, najraznolikije i najnajbrojnije kralježnjake, a neke procjene govore da bi mogla imati ukupnu biomasu od 550–660 milijuna metričkih tona, što čini do 65% sve biomase dubokomorske ribe. Komercijalno se love uz Južnu Afriku, u podantarktičkom području i u Omanskom zaljevu.

## Opis
Ribe iz ove porodice obično imaju vitko, komprimirano tijelo prekriveno malim, srebrnastim cikloidnim ljuskama (ctenoidne kod četiri vrste), veliku tupo zaobljenu glavu, velike eliptične do okrugle bočne oči (dorsolateralne u vrstama Protomyctophum) i velika usta s usko postavljen čeljustima s redovima malih zuba. Peraje su obično male, s jednom visokom leđnom perajom i masnom perajom. Analna peraja je poduprta hrskavičnom pločom u njezinoj bazi, a potječe ispod, ili malo iza, stražnjeg dijela leđne peraje. Pektoralne peraje, obično s osam zraka, mogu biti velike i dobro razvijene do malih i degeneriranih ili potpuno odsutne u nekoliko vrsta. Kod nekih vrsta, poput one iz roda Lampanyctus, pektoralne peraje su uveliko izdužene. Većina svjetiljki ima plinski mjehur, a kod nekoliko vrsta se degenerira ili puni lipidima tijekom sazrijevanja. Bočna pruga je neprekinuta.
U svih vrsta osim jedne, Taaningichthys paurolychnus, prisutan je određeni broj fotofora (organi koji stvaraju svjetlost); koje su uparene i koncentrirane u ventrolateralnim redovima na tijelu i glavi. Neki mogu imati i specijalizirane fotofore na peteljki na glavi (kaudalne peteljke), u neposrednoj blizini očiju (npr. "Farovi" vrste Diaphus) i svjetlosne mrlje na dnu peraje. Fotofore emitiraju slabo plavo, zeleno ili žuto svjetlo, a raspoređene su u uzorcima specifičnim za vrste. Kod nekih vrsta uzorak se razlikuje kod mužjaka i ženki. To vrijedi za svjetleće kaudalne zakrpe, s tim da ih mužjaci obično imaju iznad repa, a ženke ispod repa.
Ove su ribe uglavnom male, u rasponu od oko 2 do 30 cm, a većina je manja id 15 cm. Plitko-živuće vrste su plave do zelene ili srebrne boje, dok su dublje žive vrste tamno smeđe do crne boje. Oni su najgušće naseljene riba u otvorenom oceanu, s gustoća od oko jedne po kubičnom metru.

## Rodovi
- Benthosema
- Bolinichthys
- Centrobranchus
- Ceratoscopelus
- Diaphus
- Diogenichthys
- Electrona
- Gonichthys
- Gymnoscopelus
- Hintonia
- Hygophum
- Idiolychnus
- Krefftichthys
- Lampadena
- Lampanyctodes
- Lampanyctus
- Lampichthys
- Lepidophanes
- Lobianchia
- Loweina
- Metelectrona
- Myctophum
- Nannobrachium
- Notolychnus
- Notoscopelus
- Parvilux
- Protomyctophum
- Scopelopsis
- Stenobrachius
- Symbolophorus
- Taaningichthys
- Tarletonbeania
- Triphoturus